# Wrap
Un wrap (pronunciat /ɹæp/) és una variant del taco o burrito que inclou farciments típics de sándwich embolicats amb tortilla, pita, lavash o algun altre pa pla tou. Els més populars són els wraps de pollastre, però també n'hi ha de carn de vedella o de gambes. A la carn o marisc s'hi afegeix típicament enciam en tires, tomàquet en daus o pico de gallo, guacamole, xampinyons saltejats, cansalada, cebes a la graella, formatge (com cheddar) i algun condiment, com la salsa de "mel i mostassa" o salsa ranchera.
El wrap en la seva forma occidental prové probablement de Califòrnia, com a generalització del burrito Tex-Mex, i es va fer popular en els anys noranta. Beth Dolan de Stamford, Connecticut és la cambrera acreditada per servir el primer "wrap" després quan el restaurant es va quedar sense pa. A part d'aquesta, la història de Valentine data l'ús del nom 'wrap' a mitjans de la dècada de 1990, després de fos documentat a Califòrnia.